# Amerigo Salati
Amerigo Salati (Carrara, 22 gennaio 1916 – Carrara, 25 febbraio 1990) è stato un calciatore e allenatore di calcio italiano, di ruolo centrocampista.

## Carriera
In gioventù milita nella Carrarese e nello Spezia, squadra con cui debutta in Serie B, e nella Pro Vercelli; nel 1935 passa alla Reggiana dove disputa il campionato di Serie C.
Dopo una stagione tra le riserve del Genova 1893, nel 1938 torna alla Pro Vercelli disputandovi tre campionati. Dopo un anno in cui ritorna alla Reggiana, gioca nell'Udinese e finisce la carriera con quattro anni alla Carrarese.
In carriera gioca sette stagioni in Serie B totalizzando 192 presenze e 37 reti. Terminata la carriera agonistica, allena la Sarzanese nel campionato di Promozione Liguria 1952-1953 e la Carrarese in diverse stagioni.